# 회개 (기독교)
회개는 기독교 신자가 자신의 죄를 인정하고 죄에서 떠나는 구원의 한 순서이다. 회개는 날마다 하는 것이며, 회심은 일생에 한번 하는 것으로 하나님께 돌아서는 행위이다. 따라서 회심후에 회개는 자주 하는 것이다. 구원의 순서의 뚜렷한 단계로서 그 위치는 논쟁의 여지가 있다. 일부 신학 전통에서는 그것이 신앙 이전에 발생한다고 주장하고, 개혁주의 신학에서는 그것이 신앙 후에 발생한다고 주장한다다. 가톨릭 신학, 루터교 신학, 정교회 신학, 성공회 신학에서 회개는 고백과 사면에서 핵심적인 역할을 한다.

## 근원
히브리 성경에서 회개라는 용어는 "돌아서다"를 의미하는 히브리어 단어 그룹에서 유래했다. :1007 데이비드 램버트(David Lambert)는 "랍비 유대교와 초기 기독교의 저술에서 신흥 종교 어휘의 기본 항목인 기술 용어의 지위를 획득했습니다"라고 주장한다.
신약에서 세례 요한은 연설 중 회개를 촉구했다. 예수 그리스도 또한 구원을 위한 복음을 선포할 때 회개를 촉구했다. 그것은 베드로 와 사도 바울의 설교의 초점이기도 했다.
신약에서 μετανοέΩ/metanoeo는 후회를 의미할 수도 있지만 일반적으로 죄에서 돌아서는 것으로 번역된다(마태복음 3:2). :1007신학적으로 '회개', 즉 죄에서 돌이키는 것은 이에 일치하며 하나님을 믿는 믿음으로의 전환과 연결된다. :1008

## 신학

### 카톨릭교
로마 카톨릭 신학에서는 회개가 죄를 사함의 기본이다.
가톨릭 신자들에게는 대죄가 있는 경우에는 고해성사를 거행해야 한다.

### 개신교

#### 루터교

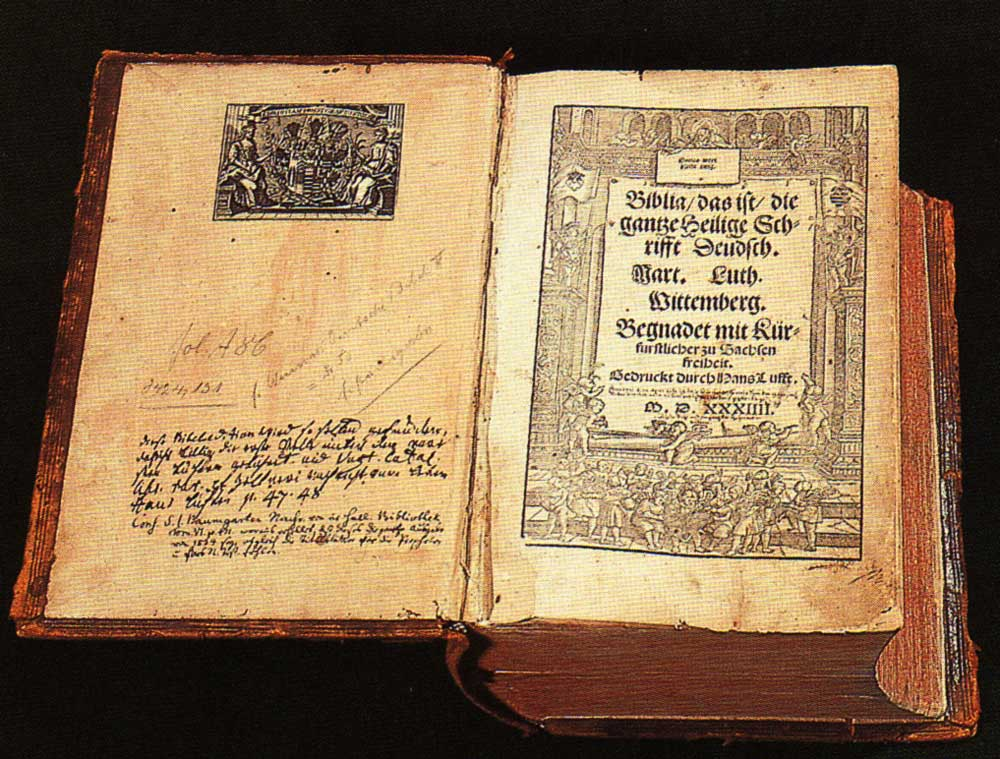
마틴 루터의 1534년 성경

아우크스부르크 신앙고백 (라틴어에서는 Confessio Augustana 로 알려짐)은 루터교에서 사용되는 주요 신앙고백이다. 개신교 종교개혁의 가장 중요한 문서 중 하나이다. 회개는 두 부분으로 나누어진다.
- "하나는 통회, 즉 죄에 대한 지식으로 인해 양심을 치는 공포다."
- "다른 하나는 믿음, 복음이나 사면에서 태어나 그리스도로 인해 죄가 용서되고 양심을 위로하며 공포에서 구원받는다는 것이다."[10]

#### 개혁주의

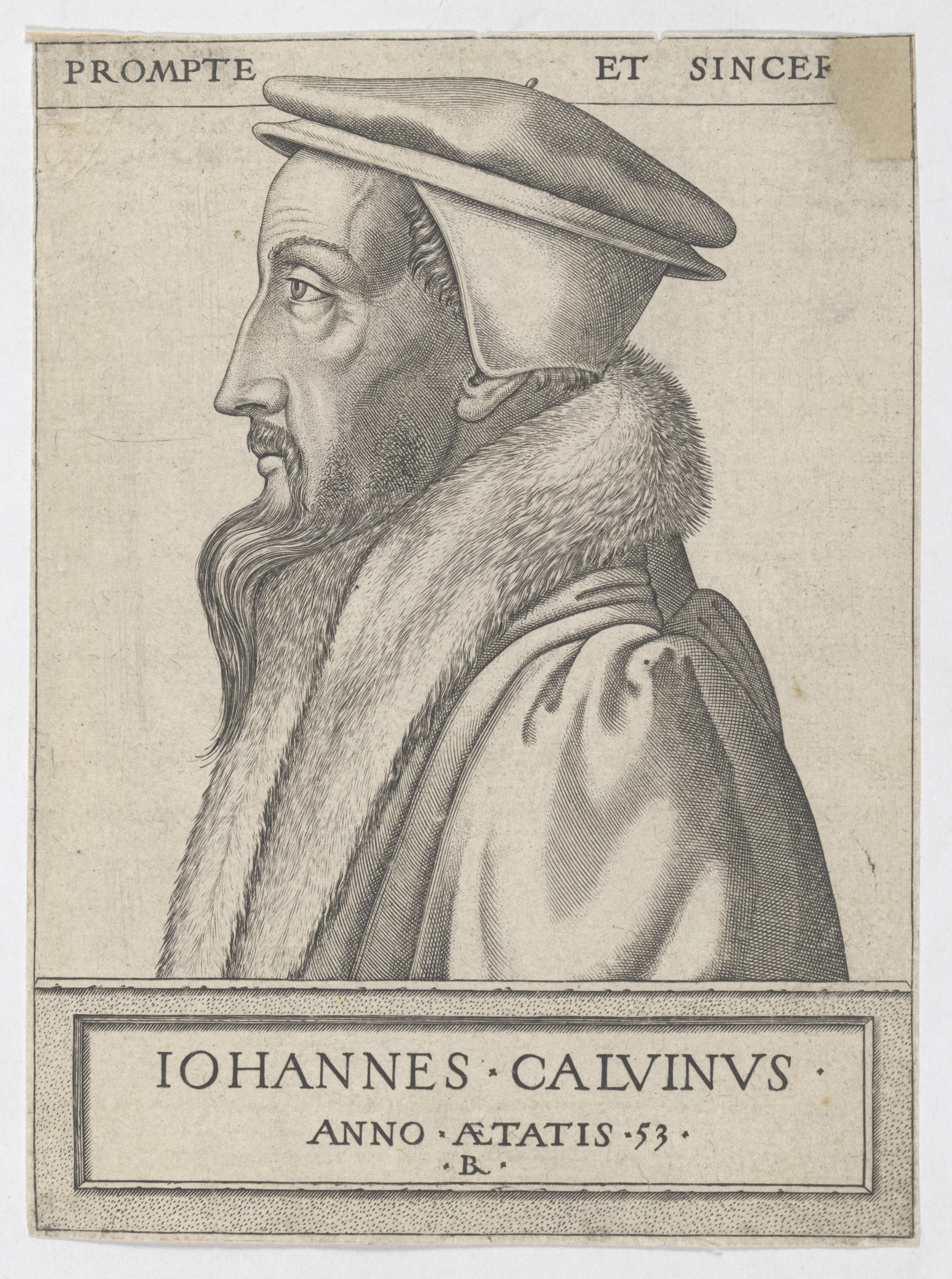
René Boyvin 의 판화에서 53세의 장 칼뱅.

개혁 전통에서 존 칼빈은 회개는 "하나님에 대한 진지한 두려움에서 출발하고 육신과 옛 사람을 죽이며, 성령으로 인한 영의 살림"이라고 설명했다. 그는 또한 "우리가 제시한 정의를 확대하고 설명하는 것이 유용할 것이다. 특히 고려해야 할 세 가지 사항이 있다"라고 말했다.
우선, 우리가 회개를 '하나님을 향한 삶의 전환'이라고 부를 때, 우리는 외적인 행동뿐만 아니라 영혼 내의 변화도 요구하는 것이다. 옛 본성을 벗어버린 후에는 그 혁신에 상응하는 행동의 열매를 맺어야 한다....
둘째로, 우리는 회개가 하나님에 대한 심각한 두려움에서 나오는 것임을 표현했다. 죄인의 마음이 회개할 수 있으려면 먼저 하나님의 심판에 대한 지식으로 자극을 받아야 하기 때문이다.
셋째로, 회개는 두 부분, 즉 육신의 죽임과 영의 살림으로 구성된다는 우리의 입장을 설명해야 한다.... 회개의 이 두 가지는 우리가 그리스도에 참여하는 데 영향을 미친다. 만일 우리가 그의 죽으심에 참여하면 우리 옛 사람이 그 권세로 십자가에 못 박혀 죽고 죄의 몸이 멸절하리니 이는 우리의 부패한 성품이 그 활력을 모두 잃음이니라.... 만일 우리가 그의 부활에 참여하는 자라면, 그 부활로 말미암아 하나님의 의에 상응하는 새 생명으로 일으킴을 받는 것이다. " [Hugh T. Kerr가 편집한 John Calvin의 A Compend of the Institutes of the Christian Religion 에서 인용, The Westminster Press-Philadelphia 1939.]

#### 감리교
감리교 신학에서는 회개에 대해 이렇게 표현한다:
"하나님께 대한 참된 회개는 죄를 알고, 후회하고, 자백하고, 버리는 것이다. 이는 진리를 통해 하나님의 선하심과 준엄하심을 알고, 성령의 확신을 주시는 능력으로 말미암는 것이다." (마 3:2; 행 20:21; 고후 7:10, 11; 요한일서 1:9; 첫 번째 절). —종교 조항, 임마누엘 선교 교회